# 保羅·布里斯托

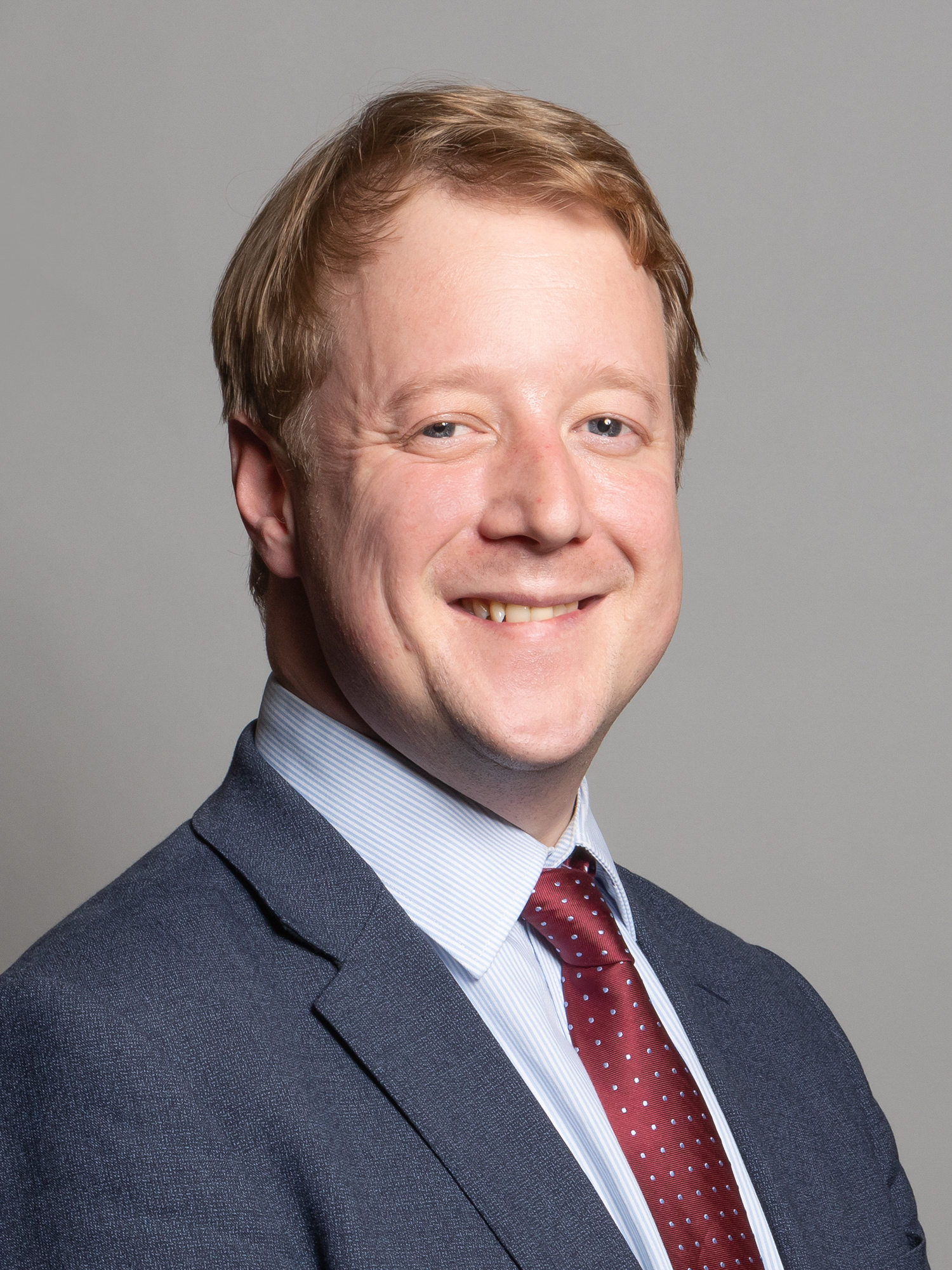

保羅·布里斯托（英語：Paul Bristow；1979年3月27日—）是英國的一位政治家，所屬政黨是保守黨。他在2019年英國大選中當選彼得伯勒的議員。